# Crassula natalensis
Crassula natalensis (лат.) — вид двулетних растений рода Толстянка (Crassula) семейства Толстянковые (Crassulaceae), коренной для  Лесото и Южно-Африканской Республики.

## Название
Родовое латинское название Crassula происходит от латинского слова crassus, — «толстый», в основном из-за присутствия у растений этого рода сочных листьев.
Латинский эпитет natalensis указывает на произрастание растения в бывшей провинции Наталь Южно-Африканской Республики.

## Ботаническое описание
Многолетние или двулетние растения, достигающие высоты до 0,4 м в период цветения, имеют одну, реже несколько розеток с листьями, расположенными спирально. Старые листья остаются прикреплёнными к стеблям, иногда стебли могут быть утолщенными, но не имеют клубневидного корня. Форма листьев обратнояйцевидная или редко эллиптическая, размерами (10)15–60 × 5–15(20) мм, обычно с резким сужением к тупой вершине и частым засыханием на верхушке. Листья уплощены в дорзивентральном направлении, голые за исключением краевых ресничек, которые иногда вздуты к верхушке, вершина часто зелёная с красноватым оттенком.
Соцветие представляет собой округлую конечность, часто разделённую на несколько округлых частей-соцветий с цветоножками. Цветонос покрыт листовидными прицветниками, которые постепенно уменьшаются кверху. Чашечка имеет лопасти треугольной формы длиной 1–2,5 мм, острые, часто покрытые толстыми волосками, голые или с небольшими краевыми зубцами, слегка мясистые и зелёные. Венчик трубчатый, сросшийся в основании на примерно 0,5 мм, от белого с розовым до почти красного оттенка; лопасти от продолговатых до эллиптических, размером 2–3 мм, округлые и слегка куполовидные, немного загнуты назад примерно от середины. Тычинки с красновато-коричневыми пыльниками.

## Распространение и экология
Распространена на большей части Дракенсберга в западном и центральном Натале, северо-восточной части Оранжевого Свободного Государства, Лесото и северной Капской провинции. Обычно произрастает на мезофитных лугах, часто среди обнажений скал или на поверхности неглубокой почвы на камнях.
Цветки Crassula natalensis очень похожи на цветки Crassula vaginata, но они белые, и цветущие растения легко отличимы по отчетливой прикорневой розетке, а также отсутствию мясистого корневища.

## Таксономия
Crassula natalensis Schönland, первое упоминание в Bull. Herb. Boissier 5: 861 (1897).

### Синонимы
Гетеротипные (основанные на разных номенклатурных типах):
- Crassula rubescens Schönland & Baker f.
- Crassula rubescens var. intermedia Schönland
- Crassula rubescens var. laxa Schönland
- Crassula sessilifolia Baker f.